# Вінницька обласна державна адміністрація
Вінницька обласна державна адміністрація — місцева державна адміністрація Вінницької області.
У зв'язку з широкомасштабним вторгненням Росії 24 лютого 2022 року набула статусу військової адміністрації.

## Історія

### Голови
1. Дідик Микола Анатолійович — представник президента у Вінницькій області — березень 1992 — жовтень 1994
2. Мельник Микола Євтихійович — липень 1995 — червень 1996
3. Матвієнко Анатолій Сергійович — серпень 1996 — квітень 1998
4. Чумак Микола Федорович — квітень 1998 — липень 1999
5. Дворкіс Дмитро Володимирович — липень 1999 — листопад 1999
6. Іванов Юрій Іванович — листопад 1999 — 2002
7. Коцемир Віктор Францович — травень 2002 — червень 2004
8. Калетнік Григорій Миколайович — квітень 2004 — січень 2005
9. Домбровський Олександр Георгійович — лютий 2005 — квітень 2010
10. Демішкан Володимир Федорович — квітень 2010 — травень 2010
11. Джига Микола Васильович — червень 2010 — грудень 2012
12. Мовчан Іван Михайлович — грудень 2012 — лютий 2014
13. Олійник Анатолій Дмитрович — 2 березня 2014[3] — 27 лютого 2015[4]
14. Коровій Валерій Вікторович — з 27 лютого 2015[5] по 18 вересня 2019[6]
15. Скальський Владислав Володимирович — з 18 вересня 2019[7] — 19 червня 2020[8]
16. Борзов Сергій Сергійович — з 19 червня 2020 — 25 червня 2024

## Структура
- Департамент інформаційної діяльності та комунікацій з громадськістю
- Департамент з питань оборонної роботи, цивільного захисту та взаємодії з правоохоронними органами
- Департамент охорони  здоров’я  та реабілітації
- Департамент фінансів
- Департамент соціальної та молодіжної політики
- Департамент гуманітарної політики
- Департамент міжнародного співробітництва та регіонального  розвитку
- Департамент правового забезпечення (без статусу юридичної особи публічного права)
- Державний архів Вінницької області
- Управління дорожнього господарства
- Управління  будівництва
- Управління розвитку територій та інфраструктури
- Управління розвитку транспорту
- Управління містобудування та архітектури
- Управління у справах національностей та релігій
- Служба у справах дітей

## Керівництво
- Перший заступник Голови — Заболотна Наталя Михайлівна
- Заступники Голови: Здітовецький Сергій Георгійович, Піщик Олександр Володимирович
- Керівник апарату — Коханець Олександр Володимирович